# 天主教金伯利教區
天主教金伯利教區（拉丁語：Dioecesis Kimberleyensis）是南非一個羅馬天主教教區，屬布隆方丹總教區。
1886年6月4日設立奧蘭治的金伯利宗座代牧區，1951年1月11日升為教區。
教區包括西北省西部和北開普省東北部，2006年有教友117,260人（佔轄區總人口6.6%）、十七個堂區、卅七名司鐸。現任教區主教為阿貝爾·嘉布扎。